# Пиза, Пруденция
Пруде́нция (Пруде́нтий) Пи́за или Серафи́ма Бо́га (итал. Seraphina di Dio; 24 октября 1621, Неаполь, Италия — 17 марта 1699, Капри, Италия) — досточтимая Римско-католической церкви, монахиня, мистик, основательница монастырей в Италии.

## Биография
Пруденция Пиза родилась 24 октября 1621 года в Вичереамо, в пригороде Неаполя, у богатого купца Николо Антонио Пиза и его второй жены Джустины Стрина. Через два года после рождения девочки, семья вернулась в родовое именье на острове Капри и здесь она росла до 15 лет. Когда, согласно обычаю того времени, в этом возрасте ей предложили замужество, Тенца (так её звали дома) остригла волосы, тем самым показав всем своё желание посвятить себя Богу, то есть быть монахиней в миру. Однако родители не согласились с решением дочери и отправили её в Неаполь к богатым родственникам «для вразумления». Но и через год девушка не изменила своему призванию.
Пруденция вернулась на Капри, где 14 декабря 1653 года приняла духовное руководство приходского священника Марчелло Стрина — дяди по материнской линии. Вместе они стремились основать на острове приют для девочек из простого народа, но потерпели неудачу. Пруденция приняла облачение терциарной доминиканки. Когда в апреле 1656 года началась эпидемия чумы, ей пришлось вернуться в Неаполь, где она ухаживала за больными. Тогда же ей пришлось предстать перед судом из-за пропажи денег, которые были доверены её кузену — иезуиту, скончавшемуся от болезни. Девушку признали невиновной. Во время эпидемии скончались её мать и духовник, завещавший ей средства на строительство монастыря с Уставом ордена босых кармелитов и посвящением Святейшему Спасителю.
Наконец, преодолев многие трудности, 18 апреля 1661 года Пруденция получила благословение священноначалия на устройство обители и 25 сентября в Неаполе вступила во владение домом, завещанным покойным дядей-священником. Она была поставлена во главе общины, образовавшейся из девушек, разделявших её служение. За двадцать лет ею был построен величественный монастырь Святейшего Спасителя. А на месте древней часовни 12 марта 1685 года архиепископ Беневенто кардинал Викентий Мария Орсини — будущий Римский Папа Бенедикт XIII и епископ Капри Дионисий Петра освятили собор, построенный по проекту архитектора Дионисия Ладзари.
За пять лет до этого события — 1 января 1670 года Пруденция принесла вечные монашеские обеты и приняла новое имя Серафимы Бога и была избрана в настоятельницы монастыря. К 1700 году ею были основаны около шестидесяти обителей в Неаполе, на Капри и Анакапри, Фисчиано, Вико Эквензе, Мачче Любрензе, Торре дель Греко, Марильяно, Скала. Кроме того, на Капри при обители ею был открыт приют для лиц нехристианского исповедания. Монахини занимались воспитанием детей и благотворительностью.
Серафима также была известна как мистик и автор сочинений по аскетической теологии и догматике, изданных позднее в 22 томах. Она вела обширную переписку. Её несправедливо обвинили в квиетизме и шесть лет основательница провела в заточении в келье. Начавшийся над ней процесс закончился в 1692 году и Серафима была оправдана. Серафима была известна и как опытная духовная наставница.
Скончалась Серафима Бога на Капри 17 марта 1699 года.

## Почитание
Подготовка к её церковному прославлению началась через месяц после смерти подвижницы. В 1723 году в Неаполе была издана биография Серафимы Бога, написанная священником Николо Сгвилланте. Сам процесс по её канонизации был инициирован Римским папой Пием IX 3 августа 1876 года и завершился только в 1989 году. Для окончательного причисления основательницы к лику блаженных необходим официально подтвержденное чудо (как правило исцеление), случившееся по молитвам к ней.